# Parascaptia trifasciata
Parascaptia trifasciata är en fjärilsart som beskrevs av Rothschild 1912. Parascaptia trifasciata ingår i släktet Parascaptia och familjen björnspinnare. Inga underarter finns listade i Catalogue of Life.